# Overwatch Apex
Overwatch Apex (сокр. Apex) — южнокорейская киберспортивная лига по Overwatch, проводившаяся OnGameNet в 2016—2017 годах. В соревнованиях в основном участвовали корейские команды, однако несколько западных команд получали приглашения на турнир. После четырёх проведённых сезонов был запланирован ребрендинг Apex в Overwatch Contenders Korea, однако в конечном итоге Blizzard Entertainment передали права на проведение Contenders другой компании, и OGN закрыла лигу Apex.

## Формат
В каждом сезоне принимало участие 16 команд — как корейских, так и приглашённых иностранных. Исключением стал четвёртый сезон, на который иностранные команды не приглашались. В начале первого сезона посредством онлайн-квалификаций были отобраны 64 южнокорейские команды. Они встретились на отборочном оффлайн-турнире, по результатам которого 12 лучших команд попали на основную лигу, а 12 следующих за ними — на Overwatch Apex Challengers, турнире второго дивизиона, лучшие участники которого могли претендовать на место во втором сезоне. Каждый сезон начинался с групповой стадии, за которой следовала стадия плей-офф. Каждый матч представлял собой серию до трёх побед, за исключением финала, который игрался до четырёх побед.

## История

### Зарождение
16 сентября 2016 года южнокорейская телекомпания OnGameNet, специализирующаяся на компьютерных играх и киберспорте, объявила о проведении киберспортивной лиги по Overwatch для 16 команд, названной OGN Apex. На отборочных онлайн-турнирах первого сезона суммарно зарегистрировалось 1531 человек из 230 команд.

### Первый сезон

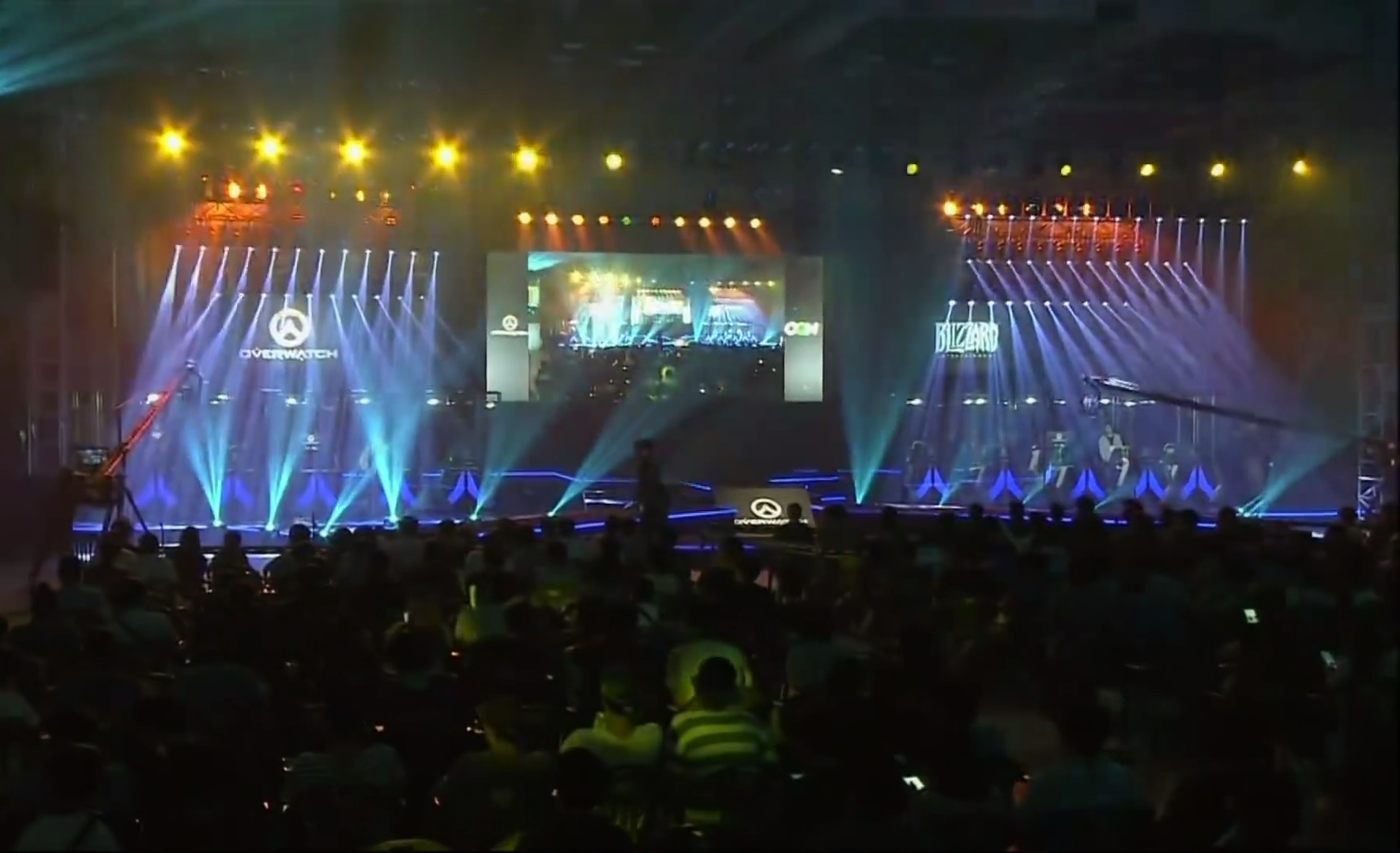
Матчи проводились на OGN Giga Arena

Отбор на первый сезон прошло 12 корейских команд: Afreeca Freecs Blue, MVP Space, BK Stars, Luxury Watch Blue, Rhinos Gaming Titan, Flash Lux, Mighty Storm, KongDoo Panthera, Kongdoo Uncia, RunAway, CONBOX T6 и Lunatic-Hai. Кроме того, были приглашены две североамериканские команды — Team EnVyUs и NRG Esports, и две европейские — Rogue и Reunited. Комментирование матчей на английском языке обеспечил комментаторский дуэт Кристофер «MonteCristo» Майклз и Эрик «Doa» Лоннквист. Групповая стадия первого сезона началась 7 октября 2016 года. Восемь команд перешли в стадию плей-офф. В финале, проведённом в Ильсане 3 декабря 2016 года, Team EnVyUs обыграла команду Afreeca Freecs Blue со счётом 4:1.

### Развитие

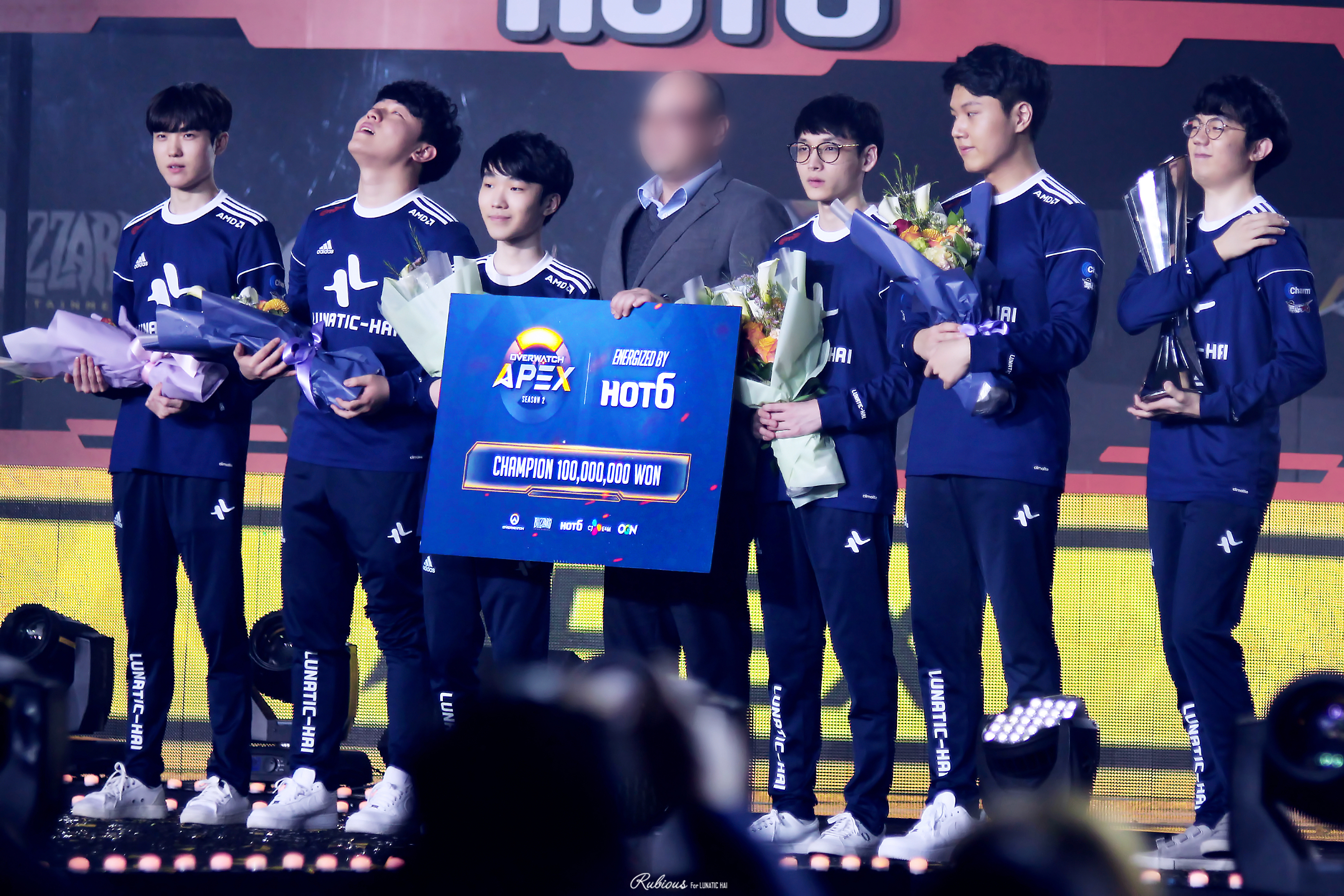
Lunatic-Hai одержали победу во втором сезоне Apex

Во втором сезоне Apex формат турнира претерпел некоторые изменения. Была добавлена дополнительная нижняя сетка, куда попадали команды, проигравшие в групповой стадии; четыре команды проходили из неё в плей-офф. Кроме того, командам была предоставлена возможность взять тайм-аут посреди матча. Во втором сезоне приняло участие 12 корейских команд, три американские и одна европейская. Три корейские команды из первого сезона — MVP Space, Rhinos Gaming Titan и Mighty Storm — не прошли отбор на групповую стадию второго, их место заняли MVP Infinity, Meta Athena и Afreeca Freecs Red. Из западных команд на турнир были приглашены Team EnVyUs, Fnatic, Cloud9 и Misfits. Групповая стадия началась 17 января 2017 года и проводилась в Сеуле.
В третьем сезоне формат турнира не был изменён, однако командам было разрешено заменять игроков между играми. Как следствие, многие команды расширили свой состав с шести человек до семи или более. Англоязычные комментаторы, MonteCristo и Doa, покинули турнир, чтобы подготовиться к Overwatch League, организуемой Blizzard Entertainment. Количество иностранных команд было уменьшено с четырёх до двух. Из прошлого сезона на турнир перешли корейские команды Lunatic-Hai, KongDoo Panthera, Afreeca Freecs Blue, RunAway, KongDoo Uncia, Luxury Watch Blue, BK Stars и Meta Athena; из дивизиона Challengers — Mighty AOD, X6-Gaming, CONBOX Spirit, MVP Space, Flash Lux и Rhinos Gaming Wings. Из западных команд были приглашены Rogue и Team EnVyUs. Сезон начался 28 апреля 2017 года.
В мае 2017 года Blizzard рассказала о планах организовать Overwatch Contenders, «развивающую лигу» для Северной Америки и Европы. Следом OnGameNet объявила, что в четвёртом сезоне не будут принимать участие иностранные команды, их место заняли лучшие участники Challengers. Участниками четвёртого сезона стали MVP Space, Meta Athena, KongDoo Uncia, Flash Lux, Afreeca Freecs, ROX Orcas, Meta Bellum, LW Blue, Lunatic-Hai, RunAway, KongDoo Panthera, NC Foxes, LW Red, GC Busan, X6-Gaming и CONBOX.

### Расформирование
В конце 2017 года Blizzard Entertainment объявила о том, что Overwatch Contenders расширится на семь регионов мира, а место Contenders Korea займёт переименованная лига Overwatch Apex. OGN планировала провести пятый сезон Apex до ребрендинга, однако в декабре 2017 года было объявлено о том, что права на прансляцию Contenders Korea были проданы телеканалу MBC TV. В январе 2018 года OGN обяъвила о закрытии лиги Apex и об отмене планов на ребрендинг.

## Результаты
| Сезон |             | Чемпион | Счёт                | Второе место                       |                                    | Третье место                       | Счёт          | Четвёртое место | Сноска |
| 1     | Team EnVyUs | 4:0     | Afreeca Freecs Blue | матч за третье место не проводился | матч за третье место не проводился | матч за третье место не проводился | [ 6 ]         |                 |        |
| 2     | Lunatic-Hai | 4:3     | RunAway             | LW Blue                            | 3:1                                | Meta Athena                        | [ 19 ] [ 20 ] |                 |        |
| 3     | Lunatic-Hai | 4:3     | KongDoo Panthera    | Afreeca Freecs Blue                | 4:1                                | Team EnVyUs                        | [ 21 ] [ 22 ] |                 |        |
| 4     | GC Busan    | 4:3     | RunAway             | Cloud9 KongDoo                     | 4:0                                | Nc Foxes                           | [ 23 ] [ 24 ] |                 |        |